# Station Bressoux
Station Bressoux is een spoorwegstation langs spoorlijn 40 (Luik - Wezet) in Bressoux, een deelgemeente van de Waalse stad Luik.
Het is sinds 2005 een stopplaats. De stationsloketten werden toen gesloten en na een langdurige leegstand werd het stationsgebouw in 2014 gesloopt. De plek waar het gebouw stond, maakt nu deel uit van een parkeerterrein.
Vanaf 2025 zal het station een beginhalte/eindhalte krijgen voor de nieuwe tramlijn van Luik.

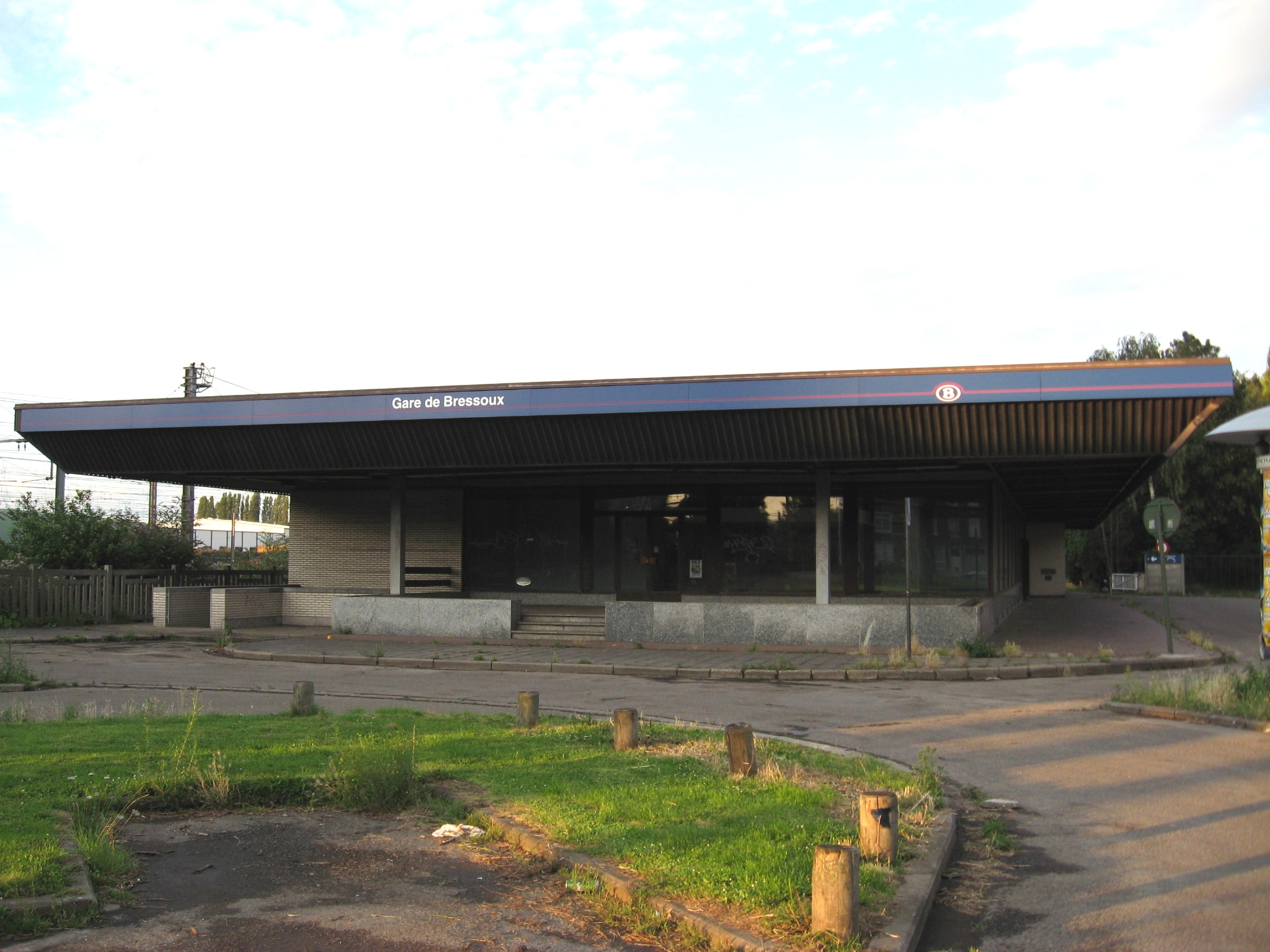
Het stationsgebouw dat in 2014 werd gesloopt

## Treindienst
| Serie            | Treinsoort                                             | Route                                                                                        | Bijzonderheden |
| ---------------- | ------------------------------------------------------ | -------------------------------------------------------------------------------------------- | --- |
| 18900 RE 18 S 43 | Sneltrein / Regional-Express / S-trein (Arriva / NMBS) | (Luik-Guillemins – Bressoux – ) Maastricht – Heerlen – Landgraaf – Herzogenrath – Aachen Hbf | Drielandentrein (LIMAX). Tussen Luik-Guillemins en Maastricht wordt 1x/uur gereden. Tussen Maastricht en Aachen wordt 2x/uur gereden. |
| P 7440/8440      | Piekuurtrein (NMBS)                                    | Wezet – Bressoux – Luik-Guillemins – Brussel-Zuid – 's-Gravenbrakel                          | Rijdt alleen op werkdagen, 1 rit verder naar 's-Gravenbrakel.                                                                         |
| P 8410           | Piekuurtrein (NMBS)                                    | Luik-Guillemins – Bressoux – Wezet                                                           | Rijdt alleen op werkdagen. |

Sinds eind 2013 werd Bressoux doordeweeks bediend door de S43 Hasselt - Maastricht, in het weekend beperkt tot Luik-Guillemins - Maastricht. 
Sinds 30 juni 2024 wordt de S43 gereden door de Drielandentrein (Aachen - Maastricht - Luik), met halte in Bressoux.

## Reizigerstellingen
De grafiek en tabel geven het gemiddeld aantal instappende reizigers weer op een week-, zater- en zondag.
| Tabel: aantal instappende reizigers station Bressoux | Tabel: aantal instappende reizigers station Bressoux | Tabel: aantal instappende reizigers station Bressoux | Tabel: aantal instappende reizigers station Bressoux |
|                                                      | Weekdag                                              | Zaterdag                                             | Zondag                                               |
| ---------------------------------------------------- | ---------------------------------------------------- | ---------------------------------------------------- | ---------------------------------------------------- |
| 1984                                                 | 83                                                   | 42                                                   | 26                                                   |
| 1985                                                 | 98                                                   | 42                                                   | 43                                                   |
| 1986                                                 | 78                                                   | 38                                                   | 26                                                   |
| 1987                                                 | 103                                                  | 44                                                   | 35                                                   |
| 1988                                                 | 126                                                  | 63                                                   | 55                                                   |
| 1989                                                 | 120                                                  | 47                                                   | 62                                                   |
| 1990                                                 | 95                                                   | 53                                                   | 40                                                   |
| 1991                                                 | 144                                                  | 78                                                   | 74                                                   |
| 1992                                                 | 152                                                  | 83                                                   | 70                                                   |
| 1993                                                 | 119                                                  | 69                                                   | 38                                                   |
| 1994                                                 | 144                                                  | 67                                                   | 125                                                  |
| 1995                                                 | 110                                                  | 78                                                   | 77                                                   |
| 1996                                                 | 139                                                  | 94                                                   | 179                                                  |
| 1997                                                 | 90                                                   | 54                                                   | 77                                                   |
| 1998                                                 | 134                                                  | 47                                                   | 58                                                   |
| 1999                                                 | 225                                                  | 161                                                  | 44                                                   |
| 2000                                                 | 166                                                  | 72                                                   | 76                                                   |
| 2001                                                 | 37                                                   | 24                                                   | 20                                                   |
| 2002                                                 | 45                                                   | 24                                                   | 23                                                   |
| 2003                                                 | 65                                                   | 22                                                   | 32                                                   |
| 2004                                                 | 41                                                   | 58                                                   | 26                                                   |
| 2005                                                 | 60                                                   | 22                                                   | 16                                                   |
| 2006                                                 | 62                                                   | 45                                                   | 32                                                   |
| 2007                                                 | 149                                                  | 46                                                   | 40                                                   |
| 2008                                                 | -                                                    | -                                                    | -                                                    |
| 2009                                                 | 286                                                  | 62                                                   | 31                                                   |
| 2010                                                 | -                                                    | -                                                    | -                                                    |
| 2011                                                 | -                                                    | -                                                    | -                                                    |
| 2012                                                 | 155                                                  | 35                                                   | 28                                                   |
| 2013                                                 | 135                                                  | 40                                                   | 33                                                   |
| 2014                                                 | 183                                                  | 23                                                   | 32                                                   |
| 2015                                                 | 175                                                  | 24                                                   | 27                                                   |
| 2016                                                 | 157                                                  | 22                                                   | 21                                                   |
| 2017                                                 | 160                                                  | 46                                                   | 23                                                   |
| 2018                                                 | 142                                                  | 32                                                   | 17                                                   |
| 2019                                                 | 145                                                  | 46                                                   | 29                                                   |
| 2020                                                 | 52                                                   | 29                                                   | 24                                                   |
| 2021                                                 | -                                                    | -                                                    | -                                                    |
| 2022                                                 | 93                                                   | 47                                                   | 80                                                   |
| 2023                                                 | 149                                                  | 40                                                   | 18                                                   |
| 2024                                                 | 116                                                  | 78                                                   | 47                                                   |

## Autoslaaptreinen
Station Bressoux was tot 2004 een opstapplaats voor autoslaaptreinen richting Zuid-Frankrijk en Italië. In 1996 reden 's zomers autoslaaptreinen naar 6 verschillende Franse bestemmingen.

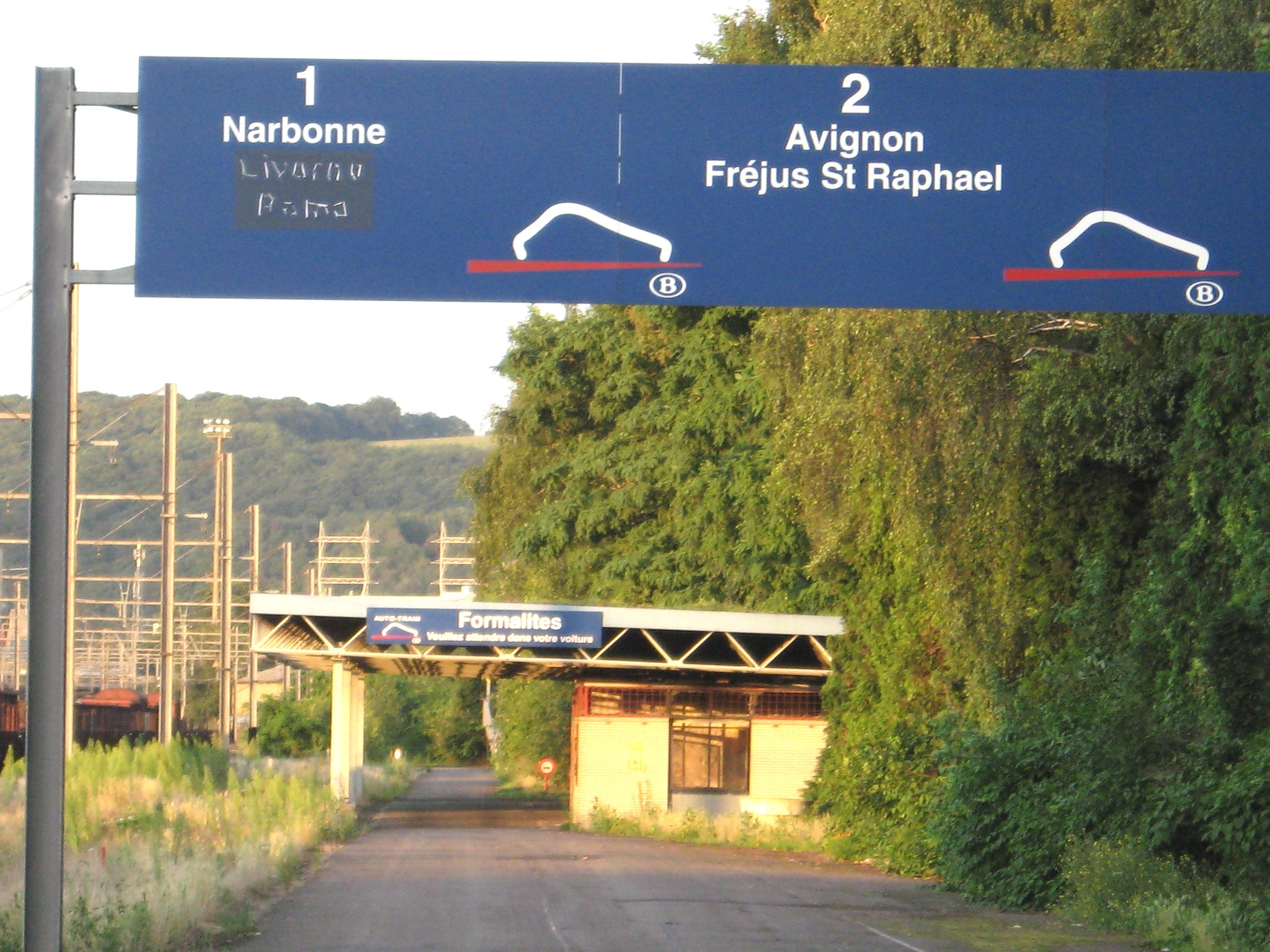
Voormalige opstapplaats voor autoslaaptreinen

0,6: Luik-Vennes·
3,1: Luik-Cornillon ·
4,9: Bressoux ·
5,9: Jupille ·
8,0: Souverain-Wandre ·
8,8: Wandre ·
10,2: Château-de-Cheratte ·
10,9: Cheratte ·
12,0: Sarolay ·
13,0: Argenteau ·
13,4: Pont d'Argenteau · 
15,1: Sauvré ·
16,5: Pont-de-Visé ·
17,7: Wezet ·
Visé Haut ·
19,8: Eijsden ·
22,3: Maarland ·
24,1: Gronsveld ·
27,1: Heer ·
27,2: Maastricht Randwyck ·
28,8: Maastricht
Angleur · Bressoux · Chênée · Colonster · Jolivet · Jupille · Kinkempois · Luik-Carré · Luik-Cornillon · Luik-Guillemins · Luik-Haut-Pré · Luik-Longdoz · Luik-Sint-Lambertus · Luik-Vennes · Luik-Vivegnis · Sclessin · Streupas · Val-Benoît